# Onager (machina wojenna)

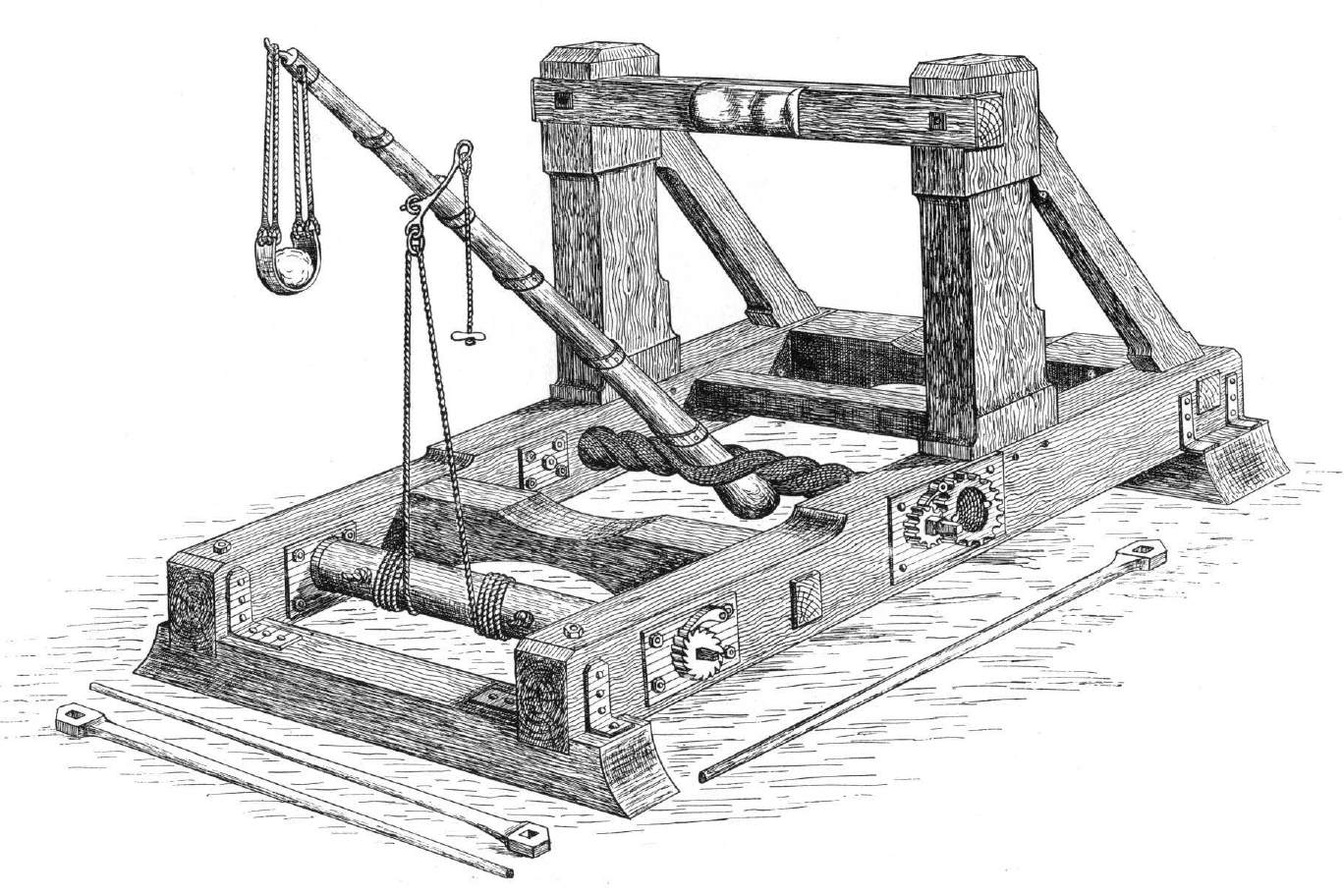
Rzymski onager stacjonarny

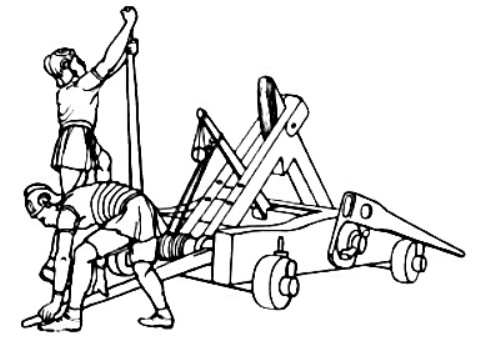
Obsługa ruchomego onagera (napinanie wyrzutni)

Onager (gr. ὄναγρος ónagros) – rodzaj machiny wojennej, typ katapulty rozpowszechnionej w starożytności, a następnie rozwijanej w średniowieczu.

## Nazwa
Rzymianie wcześniej zwali tę machinę tormentum albo skorpionem (scorpio); u Greków nosiła ona nazwę monankon („jednoramienny”). Jej postać średniowieczna znana była jako manganon lub mangonela (fr. mangonneau).  

## Budowa
Urządzenie to osadzano na podstawie w kształcie dwóch równoległych płóz, często ruchomej – przesuwanej na niewielkich walcowatych kołach. Pomiędzy belkami podstawy przeciągnięta była napięta wiązka elastycznych cięciw (lin konopnych), w której tkwiło skośnie pochylone do przodu, długie ramię zakończone zwisającym pojemnikiem (procą) na kamienie lub inne miotane pociski. Bocznie ramię to obejmowały dwie szyny zamknięte oporowym podkładem, ograniczającym ruch ramienia z procą do przodu. Potrzebna do strzału energia pochodziła z odpowiednio silnego skręcenia sprężystych lin konopnych, pomiędzy którymi umieszczone było ramię miotające. Wyrzutnię napinano liną nawijaną na tylny poziomy walec za pomocą korby bądź lewarów wkładanych w otwory walca. 
Dla wystrzelenia pocisku uniesione ramię mocno odciągano wstecz, odchylając je niemal do pozycji poziomej i ostatecznie ryglując o zaczep. W pojemniku umieszczano odpowiedni pocisk; po zwolnieniu zaczepu i sznura ramię prostując się gwałtownie, uderzeniem o poduszkę oporową wyrzucało go w pożądanym kierunku. Działanie to kojarzone było z wierzganiem dzikiego osła, od czego miała pochodzić nazwa machiny; wcześniejsza nazwa powstała wskutek podobieństwa drewnianej belki z procą do kolca jadowego skorpiona; tormentum oznacza skręcony sznur, linę, a pierwotnie oznaczało ogólnie machiny wojenne.    
Miotacza używano przede wszystkim do strzelania kamiennymi kulami. Onagery nierzadko jednak wykorzystywano również do miotania innych obiektów, na przykład węży, nieczystości (między innymi odchodów albo ściętych głów ludzkich), dla zastraszenia ludności obleganego miasta czy wywołania chorób, a tym samym dla obniżenia morale obrońców.
Ten typ machiny miotającej wykorzystywany był jeszcze w średniowieczu (między innymi przez krzyżowców), a podczas I wojny światowej został reaktywowany w postaci okopowego miotacza min.